# Arbeidsaanbod
In de arbeidseconomie, een deelgebied binnen de economie, is het aanbod van arbeid het totaal aantal uren dat werknemers bij een gegeven reëel loon willen werken. 
Arbeidsaanbodcurves worden afgeleid uit een afruil van arbeid en vrije tijd. Door meer uren te gaan werken zal een aanbieder van arbeid een hoger inkomen gaan verdienen, maar dit betekent ook dat er minder vrije tijd zal overblijven. 
Er treden daarom door een verandering in het reële loon twee effecten op in de hoeveelheid gewenste arbeid. Als het reële loon bijvoorbeeld stijgt zullen de opportuniteitskosten van vrije tijd toenemen. Dit zal er als gevolg van een "substitutie-effect" in het algemeen toe leiden dat er meer arbeid zal worden aangeboden. 